# 霍米內 (庫皮揚斯克區)
49°27′46″N 37°37′18″E / 49.46278°N 37.62167°E
霍米內（羅馬化：Khomyne）是一條位於烏克蘭東部的村莊，由哈爾科夫州庫皮揚斯克區的庫里利夫卡市鎮負責管轄。該村面積0.24平方公里，海拔高度107米，2001年人口16，人口密度每平方公里68.1人。